# Iulian Miu
Iulian Ilie Miu (Roșiorii de Vede, 21 januari 1976) is een Roemeens oud-voetballer. Hij werd bekend bij onder andere Bursaspor en Steaua Boekarest. Hij heeft ook acht wedstrijden gespeeld bij de Roemeense nationale ploeg.